# Zacharias Ursinus
Zacharias Ursinus (né le 18 juillet 1534 à Breslau maintenant Wrocław en Pologne, mort le 6 mai 1583 à Neustadt an der Weinstraße) est un théologien protestant allemand connu pour sa participation au Catéchisme de Heidelberg dont il est probablement le principal auteur.

## Biographie
Ursinus enseigne à Breslau (1558-60), la ville où il est né. Puis est appelé par l'électeur Frédéric III pour aider à la réforme du Palatinat. Il devient professeur de Loci à Heidelberg (1561-68), recteur du Collegium Sapientiae (l1561-76), et donne des conférences à Neustadt, principalement sur Isaïe (1577-83).
Ursinus est le principal auteur du Catéchisme de Heidelberg (1563). Il a écrit sa défense contre les attaques luthériennes avec Bekanntnuss (1564) et l'Admonitio (1581). Sa grande influence sur la théologie réformée provient de ses conférences sur le Catéchisme d’Heidelberg, recueillies par son élève et successeur David Pareus dans l' Explicatio catecheseos. Le catéchisme a été officiellement approuvé au Synode de Dordrecht et l' Explicatio catecheseos d'Ursinus a été utilisée dans les séminaires et les universités réformées.
La méthode d'Ursinus est scolastique ; sa théologie, calviniste.